# Campionati tedeschi di skeleton
I campionati tedeschi di skeleton sono una competizione sportiva organizzata dalla Federazione Tedesca di bob, slittino e skeleton (Bob- und Schlittenverband für Deutschland) in cui si assegnano i titoli nazionali tedeschi nelle due specialità dello skeleton, il singolo maschile e quello femminile. La prima edizione si tenne nel 1914. La gara femminile venne introdotta nel 1996.

## Albo d'oro

### Singolo donne
| Anno | Luogo                | Oro                         | Argento                     | Bronzo                     |
| ---- | -------------------- | --------------------------- | --------------------------- | -------------------------- |
| 1996 | Altenberg            | Diana Sartor Germania       | Ramona Rahnis Germania      | Monique Riekewald Germania |
| 1997 | Winterberg           | Steffi Hanzlik Germania     | Ramona Rahnis Germania      | Diana Sartor Germania      |
| 1998 | Altenberg            | Steffi Hanzlik Germania     | Diana Sartor Germania       | Ramona Rahnis Germania     |
| 1999 | Schönau am Königssee | Steffi Hanzlik Germania     | Monique Riekewald Germania  | Diana Sartor Germania      |
| 2000 | Winterberg           | Steffi Hanzlik Germania     | Monique Riekewald Germania  | Melanie Riedl Germania     |
| 2001 | Schönau am Königssee | Monique Riekewald Germania  | Steffi Hanzlik Germania     | Annett Köhler Germania     |
| 2002 | Altenberg            | Diana Sartor Germania       | Steffi Hanzlik Germania     | Annett Köhler Germania     |
| 2003 | Winterberg           | Steffi Hanzlik Germania     | Kerstin Jürgens Germania    | Monique Riekewald Germania |
| 2004 | Schönau am Königssee | Kerstin Jürgens Germania    | Steffi Jacob Germania       | Monique Riekewald Germania |
| 2005 | Altenberg            | Diana Sartor Germania       | Kerstin Jürgens Germania    | Monique Riekewald Germania |
| 2006 | Winterberg           | Kerstin Jürgens Germania    | Anja Huber Germania         | Kati Klinzing Germania     |
| 2007 | Schönau am Königssee | Anja Huber Germania         | Kerstin Jürgens Germania    | Julia Eichhorn Germania    |
| 2008 | Altenberg            | Anja Huber Germania         | Kerstin Jürgens Germania    | Marion Trott Germania      |
| 2009 | Winterberg           | Katharina Heinz Germania    | Marion Trott Germania       | Julia Eichhorn Germania    |
| 2010 | Altenberg            | Kathleen Lorenz Germania    | Katharina Heinz Germania    | Sophia Griebel Germania    |
| 2011 | Schönau am Königssee | Anja Huber Germania         | Marion Thees Germania       | Sophia Griebel Germania    |
| 2012 | Winterberg           | Jacqueline Lölling Germania | Sophia Griebel Germania     | Marion Thees Germania      |
| 2013 | Altenberg            | Anja Huber Germania         | Marion Thees Germania       | Kathleen Lorenz Germania   |
| 2014 | Schönau am Königssee | Anja Huber Germania         | Katharina Heinz Germania    | Marion Thees Germania      |
| 2015 | Winterberg           | Jacqueline Lölling Germania | Tina Hermann Germania       | Sophia Griebel Germania    |
| 2016 | Altenberg            | Tina Hermann Germania       | Jacqueline Lölling Germania | Anna Fernstädt Germania    |
| 2017 | Schönau am Königssee | Jacqueline Lölling Germania | Anna Fernstädt Germania     | Corinna Leipold Germania   |
| 2018 | Winterberg           | Tina Hermann Germania       | Sophia Griebel Germania     | Hannah Neise Germania      |
| 2019 | Winterberg           | Tina Hermann Germania       | Jacqueline Lölling Germania | Sophia Griebel Germania    |
| 2020 | Schönau am Königssee | Tina Hermann Germania       | Jacqueline Lölling Germania | Susanne Kreher Germania    |
| 2021 | Winterberg           | Tina Hermann Germania       | Jacqueline Lölling Germania | Hannah Neise Germania      |

### Singolo uomini
| Anno      | Luogo                | Oro                                             | Argento                           | Bronzo                                         |
| --------- | -------------------- | ----------------------------------------------- | --------------------------------- | ---------------------------------------------- |
| 1914      | Schierke             | M. Zentzytzki Germania                          | G. Gehrken Germania               | F. Zimmermann Germania                         |
| 1915-1933 | non disputato        | non disputato                                   | non disputato                     | non disputato                                  |
| 1934      | Schierke             | R. Wenzel Germania                              | H. Wenzel Germania                | H. Pfaue Germania                              |
| 1935      | Friedrichroda        | H. Wiedermann Germania                          | Schröder Germania                 | Schneider Germania                             |
| 1936-1937 | non disputato        | non disputato                                   | non disputato                     | non disputato                                  |
| 1938      | Friedrichroda        | F. Herborn Germania                             | W. Schulz Germania                | R. Hettstedt Germania                          |
| 1939-1970 | non disputato        | non disputato                                   | non disputato                     | non disputato                                  |
| 1971      | Schönau am Königssee | Josef Grubmüller Germania Ovest                 | Hans Kindl Germania Ovest         | Heinrich Platzer Germania Ovest                |
| 1972      | Schönau am Königssee | Reto Gansser Germania Ovest                     | Heinrich Platzer Germania Ovest   | Rudi Häusler Germania Ovest                    |
| 1973      | Schönau am Königssee | Rudi Häusler Germania Ovest                     | Heinrich Platzer Germania Ovest   | Hans Kindl Germania Ovest                      |
| 1974      | Schönau am Königssee | Josef Grubmüller Germania Ovest                 | Rudi Häusler Germania Ovest       | Heinz Gessler Germania Ovest                   |
| 1975      | Schönau am Königssee | Rudi Häusler Germania Ovest                     | Heinrich Platzer Germania Ovest   | Heinz Gessler Germania Ovest                   |
| 1976      | Schönau am Königssee | Rudi Häusler Germania Ovest                     | Joe Stengel Germania Ovest        | Heinz Gessler Germania Ovest                   |
| 1977      | Schönau am Königssee | Rudi Häusler Germania Ovest                     | Peter Paldele Austria             | Helmut Spieß Germania Ovest                    |
| 1978      | Schönau am Königssee | Rudi Häusler Germania Ovest                     | Peter Paldele Austria             | Peter Kienast Austria                          |
| 1979      | Schönau am Königssee | Rudi Häusler Germania Ovest                     | Helmut Spieß Germania Ovest       | Horst Lohrer Germania Ovest                    |
| 1980      | Winterberg           | Helmut Spieß Germania Ovest                     | Franz Kleber Germania Ovest       | Heinz Gessler Germania Ovest                   |
| 1981      | Schönau am Königssee | Franz Kleber Germania Ovest                     | Fritz Drevenka Germania Ovest     | Hans Kindl Germania Ovest                      |
| 1982      | Schönau am Königssee | Franz Kleber Germania Ovest                     | Robert Butz Germania Ovest        | Fritz Drevenka Germania Ovest                  |
| 1983      | Schönau am Königssee | Franz Kleber Germania Ovest                     | Thomas Freimoser Germania Ovest   | Gerhard Angerbauer Germania Ovest              |
| 1984      | Winterberg           | Hans Kindl Germania Ovest                       | Rudi Häusler Germania Ovest       | Franz Kleber Germania Ovest                    |
| 1985      | Schönau am Königssee | Franz Kleber Germania Ovest                     | Peter Strittmatter Germania Ovest | Hans Kindl Germania Ovest                      |
| 1986      | Schönau am Königssee | Peter Strittmatter Germania Ovest               | Franz Kleber Germania Ovest       | Hans Kindl Germania Ovest                      |
| 1987      | Schönau am Königssee | Franz Kleber Germania Ovest                     | Richard Baumann Germania Ovest    | Peter Strittmatter Germania Ovest              |
| 1988      | Schönau am Königssee | Manfred Markl Germania Ovest                    | Richard Baumann Germania Ovest    | Bernd Hilger Germania Ovest                    |
| 1989      | Schönau am Königssee | Manfred Markl Germania Ovest                    | Jochen Reiter Austria             | Bernd Hilger Germania Ovest                    |
| 1990      | Schönau am Königssee | Manfred Markl Germania Ovest                    | Richard Baumann Germania Ovest    | Manfred Markl Germania Ovest                   |
| 1991      | Schönau am Königssee | Manfred Markl Germania                          | Heinz Fischer Germania            | Richard Baumann Germania                       |
| 1992      | Schönau am Königssee | Richard Baumann Germania                        | Thomas Platzer Germania           | Anton Buchberger Germania                      |
| 1993      | Winterberg           | Willi Schneider Germania                        | Heinz Fischer Germania            | Manfred Markl Germania                         |
| 1994      | Altenberg            | Willi Schneider Germania                        | Frank Fijakowski Germania         | Michael Schunder Germania                      |
| 1995      | Schönau am Königssee | Willi Schneider Germania                        | Anton Buchberger Germania         | Andy Böhme Germania                            |
| 1996      | Altenberg            | Willi Schneider Germania                        | Peter Meyer Germania              | Michael Schunder Germania                      |
| 1997      | Winterberg           | Willi Schneider Germania                        | Frank Fijakowski Germania         | Peter Meyer Germania                           |
| 1998      | Altenberg            | Andy Böhme Germania                             | Willi Schneider Germania          | Anton Buchberger Germania                      |
| 1999      | Schönau am Königssee | Willi Schneider Germania                        | Andy Böhme Germania               | Dirk Matschenz Germania                        |
| 2000      | Winterberg           | Willi Schneider Germania                        | Dirk Matschenz Germania           | Peter Meyer Germania                           |
| 2001      | Schönau am Königssee | Dirk Matschenz Germania                         | Frank Kleber Germania             | Willi Schneider Germania                       |
| 2002      | Altenberg            | Willi Schneider Germania                        | Andy Böhme Germania               | Frank Kleber Germania                          |
| 2003      | Winterberg           | Willi Schneider Germania                        | Florian Grassl Germania           | Wolfram Lösch Germania e Frank Kleber Germania |
| 2004      | Schönau am Königssee | Florian Grassl Germania                         | Frank Kleber Germania             | Matthias Biedermann Germania                   |
| 2005      | Altenberg            | Matthias Biedermann Germania                    | Frank Kleber Germania             | Florian Grassl Germania                        |
| 2006      | Winterberg           | Sebastian Haupt Germania                        | Frank Rommel Germania             | Frank Kleber Germania                          |
| 2007      | Schönau am Königssee | Frank Kleber Germania e Florian Grassl Germania | non assegnato                     | Sebastian Haupt Germania                       |
| 2008      | Altenberg            | Sebastian Haupt Germania                        | Frank Rommel Germania             | Florian Grassl Germania                        |
| 2009      | Winterberg           | Michi Halilovic Germania                        | Florian Grassl Germania           | David Lingmann Germania                        |
| 2010      | Altenberg            | David Lingmann Germania                         | Axel Jungk Germania               | Christian Baude Germania                       |
| 2011      | Schönau am Königssee | Sandro Stielicke Germania                       | Frank Rommel Germania             | Michi Halilovic Germania                       |
| 2012      | Winterberg           | Alexander Gassner Germania                      | Maximilian Grassl Germania        | Michael Zachrau Germania                       |
| 2013      | Altenberg            | Alexander Kröckel Germania                      | Frank Rommel Germania             | Christopher Grotheer Germania                  |
| 2014      | Schönau am Königssee | Frank Rommel Germania                           | Kilian von Schleinitz Germania    | David Lingmann Germania                        |
| 2015      | Winterberg           | Alexander Gassner Germania                      | Axel Jungk Germania               | Christopher Grotheer Germania                  |
| 2016      | Altenberg            | Axel Jungk Germania                             | Christopher Grotheer Germania     | Michael Zachrau Germania                       |
| 2017      | Schönau am Königssee | Axel Jungk Germania                             | Alexander Gassner Germania        | Michael Zachrau Germania                       |
| 2018      | Winterberg           | Felix Seibel Germania                           | Martin Rosenberger Germania       | Felix Keisinger Germania                       |
| 2019      | Winterberg           | Axel Jungk Germania                             | Christopher Grotheer Germania     | Kilian von Schleinitz Germania                 |
| 2020      | Schönau am Königssee | Alexander Gassner Germania                      | Felix Keisinger Germania          | Axel Jungk Germania                            |
| 2021      | Winterberg           | Alexander Gassner Germania                      | Christopher Grotheer Germania     | Felix Keisinger Germania                       |